# Абдирахман, Абдихакем
Абдихакем (Абди) Абдирахман (сомал. Cabdihakiim Cabdiraxmaan, араб. عبد الحكيم عبد الرحمن‎, Могадишо, Сомали) — американский легкоатлет сомалийского происхождения, бегун на длинные дистанции, участник пяти летних Олимпийских игр, 4-кратный чемпион США в беге на 10 000 метров.

## Спортивная биография
В 2000 году в Сиднее состоялся дебют Абдирахмана на летних Олимпийских играх. На дистанции 10 000 метров американскому бегуну сначала пришлось преодолеть предварительный раунд, в котором он занял 7-е место и вышел в следующий этап соревнований. В финале Абдирахман показал время 27:46,17 и занял 10-е место.
В 2004 году на летних Олимпийских играх в Афинах на дистанции 10 000 метров было решено убрать предварительные забеги и все квалифицированные спортсмены сразу стартовали в финальном раунде. Абдирахман долгое время держался в основной группе, но вскоре сбавил темп и финишировал только 15-м.
На летних Олимпийских играх 2008 года в Пекине американский спортсмен вновь занял 15-е место, показав результат 27:52,53.
На летних Олимпийских играх 2012 года Абдирахман сменил дисциплину. Вместо бега на 10 000 метров американский спортсмен принял участие в марафоне, но сошёл после 15 км дистанции.
C 2013 года сосредоточился на выступления на полумарафонских и марафонских соревнованиях, проходящих на территории США. В 2016 году стал бронзовым призёром Нью-Йоркского марафона. Помимо Нью-Йоркского ежегодно принимал участие в Бостонском марафоне.

## Личная жизнь
- Двоюродный брат Абди Биле — чемпион мира 1987 года в беге на 1500 метров.